# Darıçayırı, Karasu
Darıçayırı là một xã thuộc huyện Karasu, tỉnh Sakarya, Thổ Nhĩ Kỳ. Dân số thời điểm năm 2008 là 1.938 người.